# Palais des sports de La Rioja
Le Palais des sports de La Rioja est un hall omnisports situé à Logroño, à La Rioja, où évolue le Naturhouse La Rioja club de Liga ASOBAL.

## Liste des équipes sportives
- Handball : Naturhouse La Rioja